# Schefferville

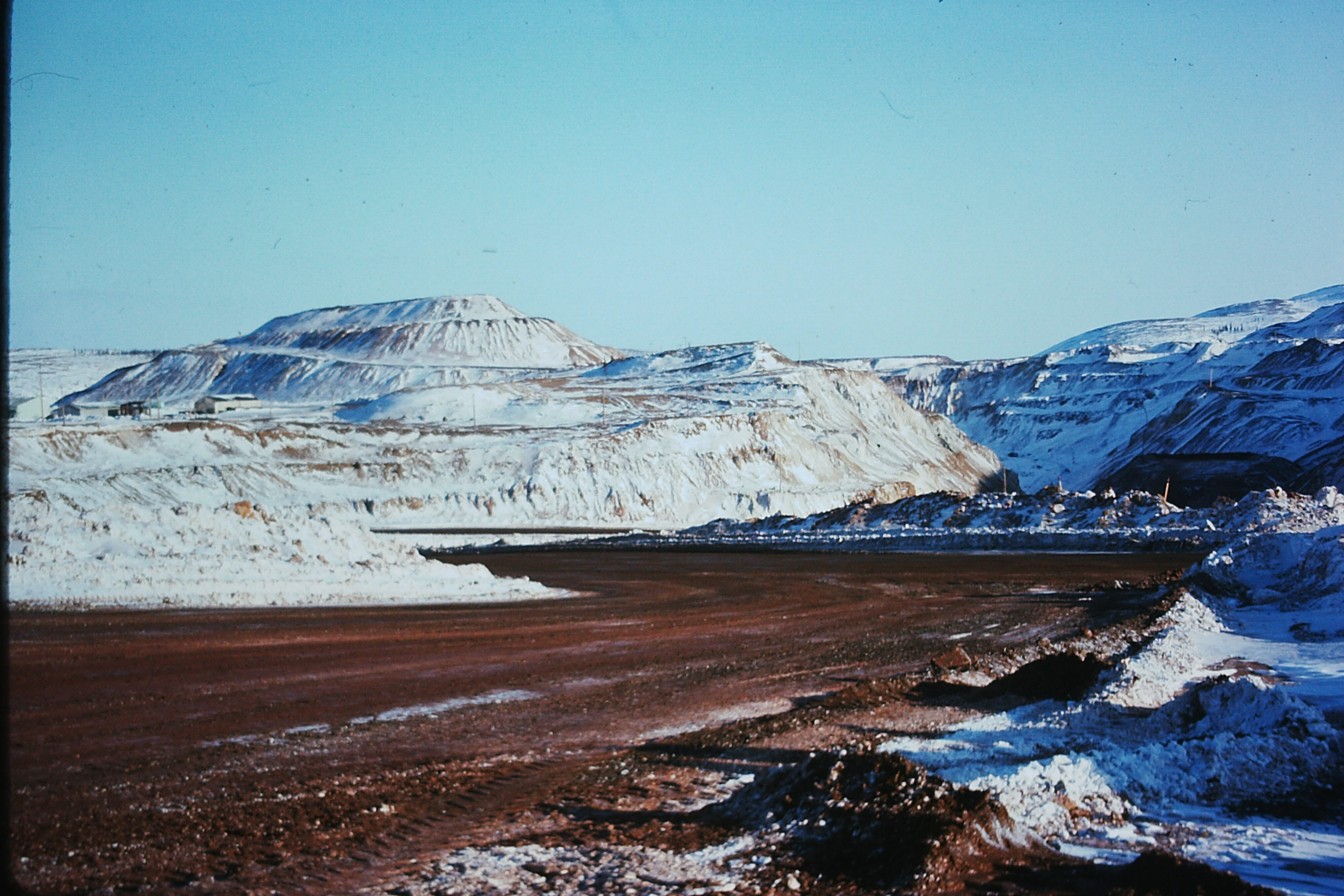
Der Tagebau wurde durch das Vorkommen von Permafrost erschwert und im Jahr 1982 eingestellt.

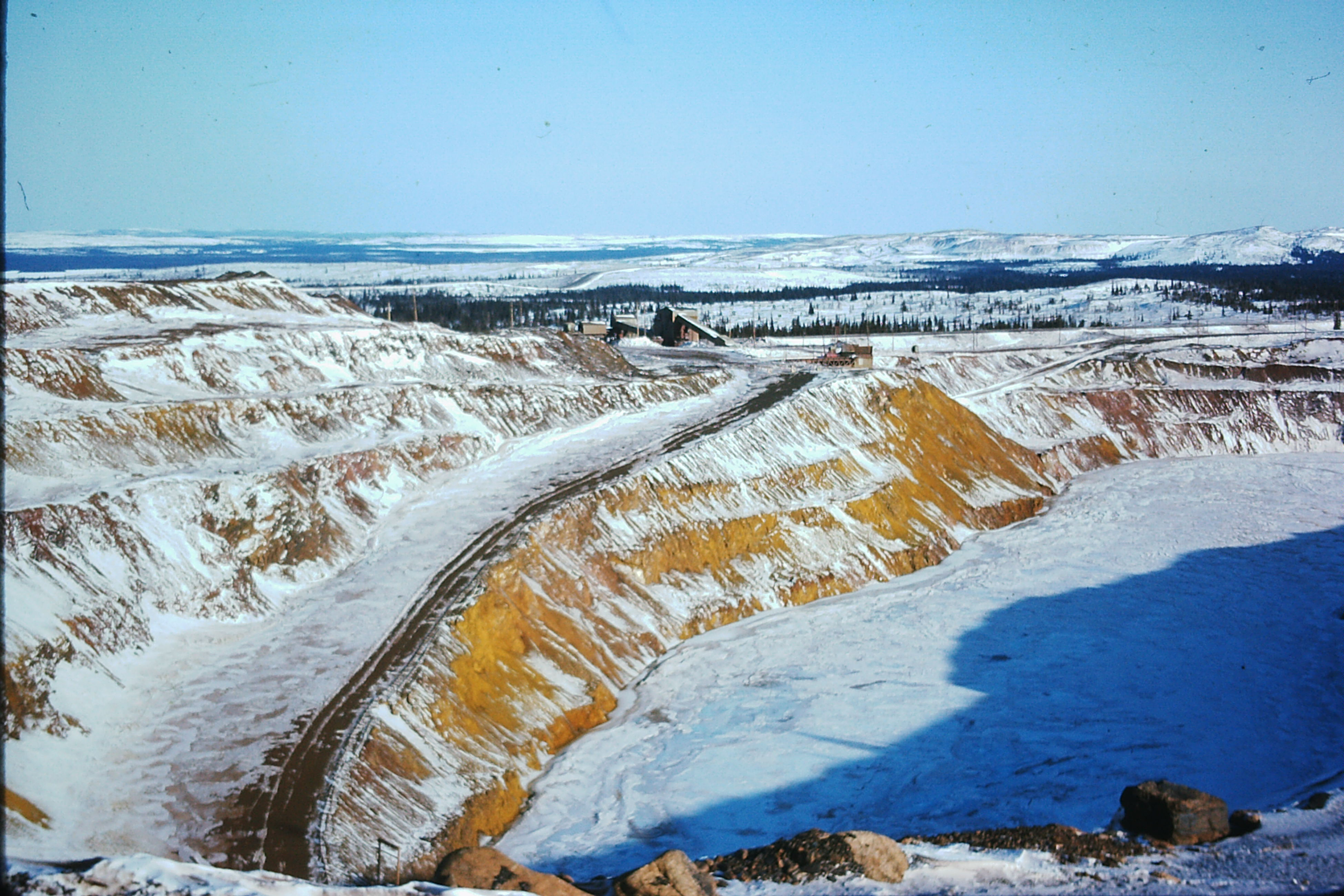
Blick in das Eisenerz-Abbaugebiet „Burnt Creek Pit“ im März 1976

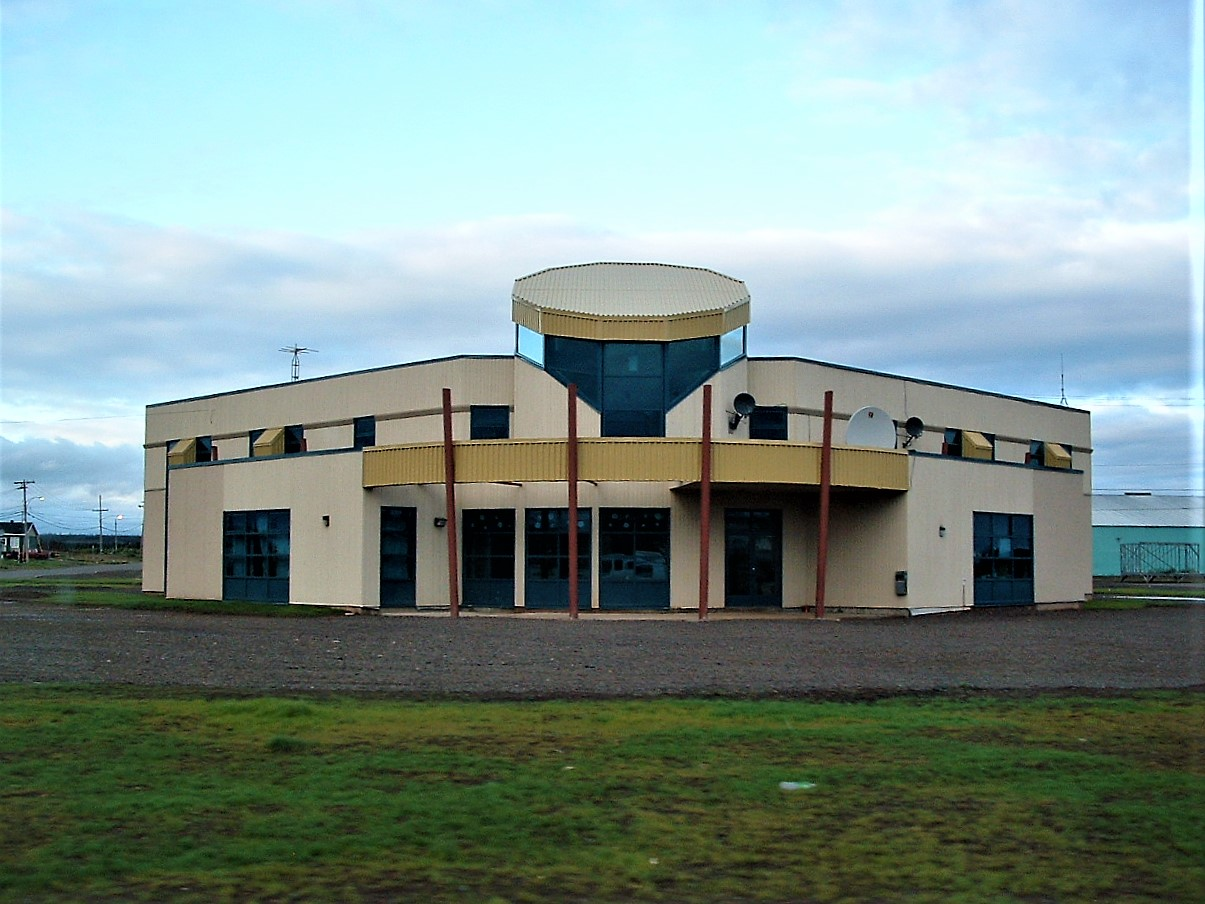
Schefferville/Matimekosh Montagnais centre

Schefferville ist eine Stadt in der kanadischen Provinz Québec. Die Stadt liegt in der regionalen Grafschaftsgemeinde (municipalité régionale de comté) Caniapiscau und wurde 1955 gegründet, nachdem in der Umgebung Côte-Nord Eisenerz entdeckt worden war. In den 1960er- und 1970er-Jahren wurde in großem Umfang Eisenerz abgebaut und die Gemeinde hatte ca. 5000 Einwohner. Das Eisenerz wurde durch die Quebec North Shore and Labrador Railway zum 578 km entfernten Hafen von Sept-Îles am Sankt-Lorenz-Golf gebracht.
Mit einer Jahresmitteltemperatur von −5,3 °C gehört Schefferville zur Zone mit weitverbreitetem Auftreten von Permafrost. Dies brachte zunehmend Probleme beim Abbau, insbesondere bei den Sprengungen im Tagebau und der Abbau wurde im Jahr 1982 von der Iron Ore Company eingestellt. Mit dem Ende des Erzabbaus zogen die meisten Einwohner weg. 1986 verlor Schefferville den Stadtstatus, wurde jedoch 1990 erneut inkorporiert.